# Täby
Täby város Svédországban,  Stockholm megyében, Täby község székhelye. Lakosainak száma 2010-es adatok szerint 61 272.

## Népesség
A település népességének változása:
| Lakosok száma | 2630 | 2796 | 30 264 | 39 698 | 61 272 |
|               | 1950 | 1960 | 1965   | 1970   | 2010   |